# Georg Heinrich Ayrer
Georg Heinrich Ayrer (* 15. März 1702 in Meiningen; † 28. April 1774 in Göttingen) war ein deutscher Jurist.

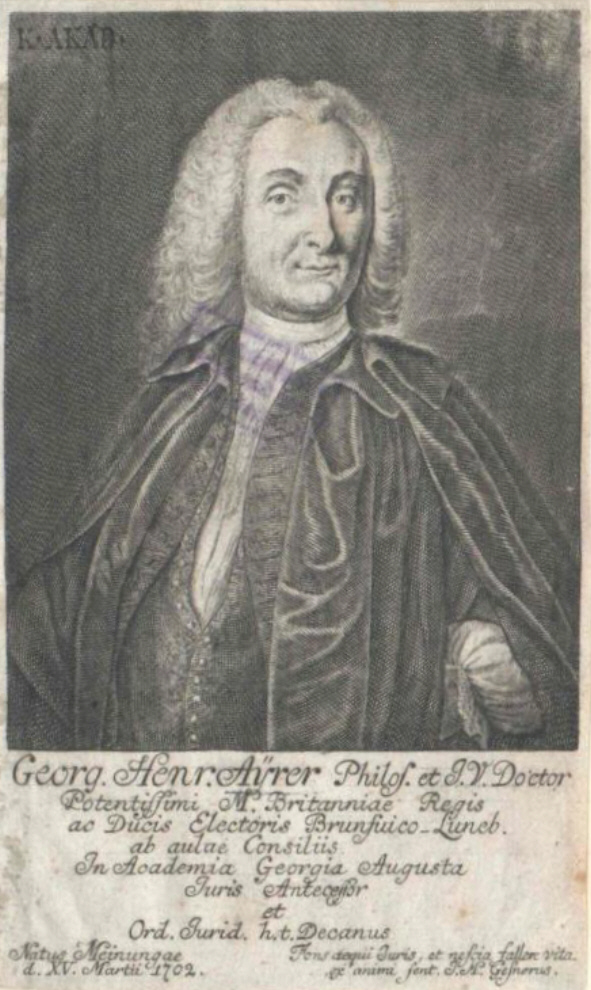
Georg Heinrich Ayrer

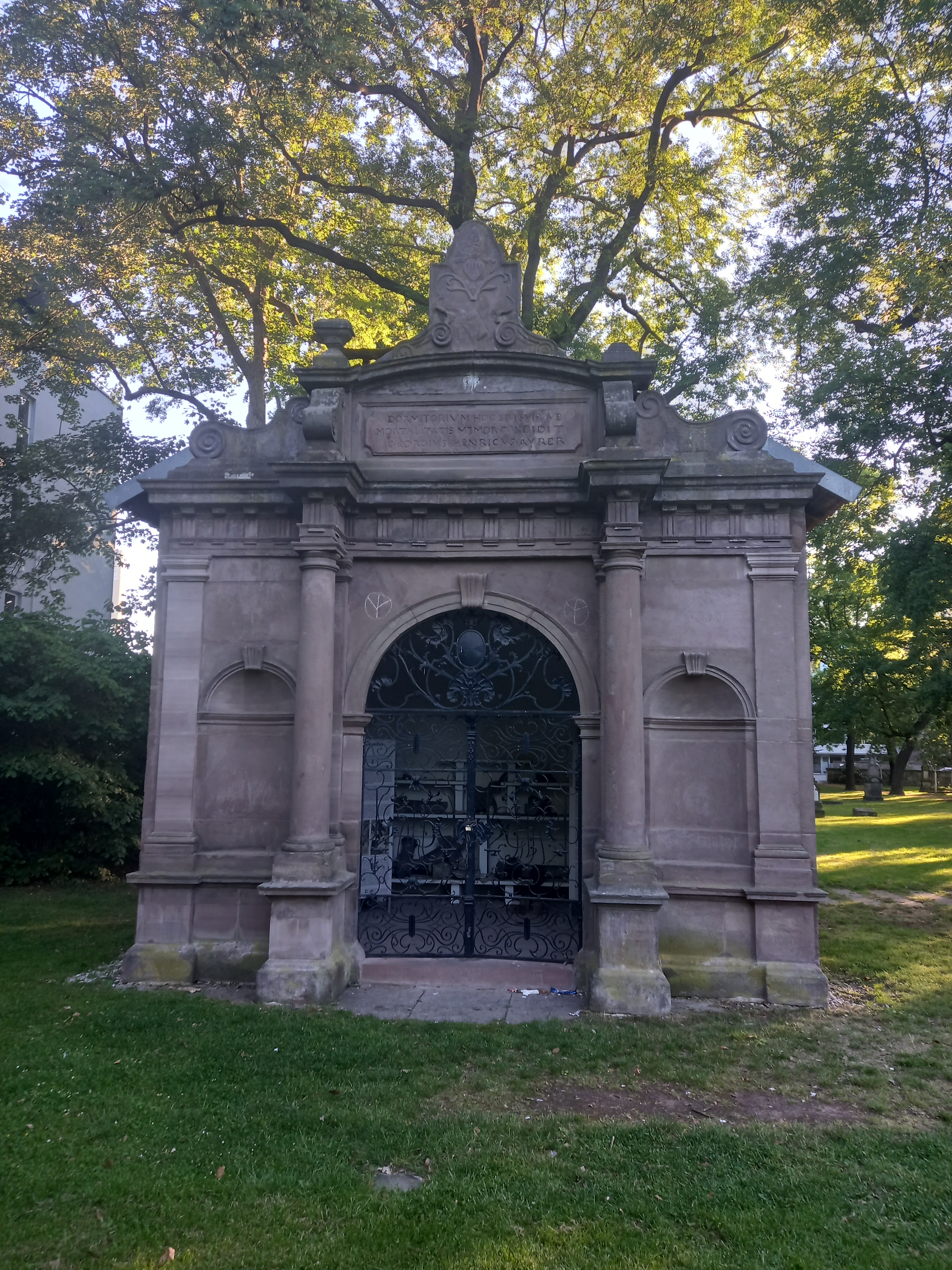
Das Mausoleum von Georg Heinrich Ayrer auf dem Bartholomäusfriedhof Göttingen

## Leben
Ayrer war der Sohn des Hofkonditors und ersten Silberdieners von Herzog Bernhard I. Er besuchte das Lyzeum in Meiningen.
Ab 1721 studierte Ayrer Rechtswissenschaften an der Universität Jena und konnte dieses erfolgreich abschließen. Gleich im Anschluss daran begleitete er seinen adligen Kommilitonen B. von Forstern auf dessen Grand Tour durch Holland, Frankreich und Deutschland.
Nach seiner Rückkehr bekam Ayrer eine Anstellung als Hofmeister bei Graf Ludwig Siegfried Viththum von Eckstädt. Als solcher wurde er 1736 an der Universität Göttingen zum „Doctor iuris utriusque“ promoviert.
Noch im gleichen Jahr ernannte man Ayerer zum „a.o. Prof“. Damit war auch das Amt eines Beisitzers der juristischen Fakultät der Universität verbunden. Die Karriere führte Ayrer über „o. Prof.“ (1737) und Hofrat (1743) zum „Senior der juristischen Fakultät der Universität Götting“ im Jahr 1755.
1768 ernannte man Ayrer zum „geheimen Hofrat“ und im darauffolgenden Jahr berief man ihn zum Präsidenten des historischen Instituts. 1773 wurde Ayrer zum Ordinarius der juristischen Fakultät berufen. Sein letztes Amt konnte Ayrer nicht lange ausüben, da er Anfang des darauffolgenden Jahres im Alter von 72 Jahren starb. Er wurde auf dem Bartholomäusfriedhof in Göttingen bestattet.

## Werke
als Autor
- Opuscula varii argumenti. Göttingen 1747.
- Opusculorum minorum varii argumenti sylloge nova. 1752.

als Übersetzer
- Anthony Blackwall: De praestantia classicorum auctorum commentatio („An introduction to the classics“). Schuster, Leipzig 1735.
- Anton Schulting: Iurisprudentia vetus ante-Iustinianea.